# 더 게임 어워즈
더 게임 어워즈(영어: The Game Awards)는 매년 개최하는 비디오 게임 산업 내 업적을 기리는 수상식이다. 스파이크 비디오 게임 어워드의 주최자였던 제프 킬리가 2014년부터 제작 및 진행하고 있다. 더 게임 어워즈에선 수상식 이외에 신작 발표 및 기존 게임 행사를 겸한다.

## 수상
| 행사 | 날짜      | 올해의 게임                       | 장소                                 | 시청자 수 (단위: 만 명) |
| ---- | --------- | --------------------------------- | ------------------------------------ | ----------------------- |
| 2014 | 12월 5일  | 드래곤 에이지: 인퀴지션           | The AXIS (라스베이거스)              | 190                     |
| 2015 | 12월 3일  | 더 위쳐 3: 와일드 헌트            | 마이크로소프트 시어터 (로스앤젤레스) | 230                     |
| 2016 | 12월 1일  | 오버워치                          | 마이크로소프트 시어터 (로스앤젤레스) | 380                     |
| 2017 | 12월 7일  | 젤다의 전설 브레스 오브 더 와일드 | 마이크로소프트 시어터 (로스앤젤레스) | 1,150                   |
| 2018 | 12월 6일  | 갓 오브 워                        | 마이크로소프트 시어터 (로스앤젤레스) | 2620                    |
| 2019 | 12월 12일 | 세키로: 섀도즈 다이 트와이스      | 마이크로소프트 시어터 (로스앤젤레스) | 4,520                   |
| 2020 | 12월 10일 | 더 라스트 오브 어스 파트 II       | 온라인 행사                          | 8,300                   |
| 2021 | 12월 9일  | 잇 테익스 투                      | 마이크로소프트 시어터 (로스앤젤레스) | 8,500                   |
| 2022 | 12월 8일  | 엘든 링                           | 마이크로소프트 시어터 (로스앤젤레스) | 10,300                  |
| 2023 | 12월 7일  | 발더스 게이트 3                   | 마이크로소프트 시어터 (로스앤젤레스) |                         |
| 2024 | 12월 12일 | 아스트로봇                        |                                      |                         |

## 참조

### 내용주
1. ↑  코로나19 범유행으로 인해 변경.